# منطقه حفاظت‌شده طبیعی توشتی
منطقه حفاظت‌شده طبیعی توشتی (به لاتین: Tusheti Strict Nature Reserve) یک منطقه حفاظت‌شده در گرجستان است که در توشتی واقع شده‌است.